# مراد بن حميدة
مراد بن حميدة (بالفرنسية: Mourad Benhamida)‏ (18 يناير 1986 في فيلوربان) لاعب كرة قدم فرنسي ذو أصول تونسية يلعب حاليا في نادي الدرجة الثانية مونبلييه الفرنسي في خط الدفاع .

## المسيرة الرياضية

### ليون
انضم بن حميدة إلى أكاديمية نادي ليون للناشئين سنة 2005 وسرعان ما تم ترفيعه إلى الفريق الرديف الذي ينافس في دوري الدرجة الثانية للهواة واستطاع أن يستلم شارة القيادة في أبريل 2006 . أعلن رئيس نادي ليون جان ميشيل أولاس بأن بن حميدة وقع على أول عقد احترافي مع نادي ليون وسيمتد لمدة موسم واحد بالإضافة إلى مهاجم منتخب فرنسا للناشئين تحت 18 سنة غريغوري باتيول . كلا اللاعبان ساعدا الفريق الرديف في الفوز ببطولة الدرجة الثانية والتأهل إلى دوري الدرجة الأولى للهواة . كان يعتبر من جيل الموهوبين الذين ظهروا في فترة الفترة أمثال كريم بن زيما ، حاتم بن عرفة ، جيريمي بيرثود ، بريان بيرغونيو ، غريغوري باتيول ، وجيريمي كليمينت .

### مونبلييه
بعدما شارك في مباريات قليلة مع نادي ليون الأول قرر بن حميدة عدم تجديد العقد معهم والانتقال في صفقة انتقال حر إلى نادي مونبلييه وشارك في أول مباراة رسمية في مواجهة نادي ليبورن وانتهت بفوز نادي مونبلييه 3-1 . سجل هدفه الأول في مرمى نادي تروا في 17 أغسطس 2007 وانتهت المباراة بفوز نادي مونبلييه 3-0 .

## روابط خارجية
- مراد بن حميدة على موقع قاعدة بيانات كرة القدم.إي يو (الإنجليزية)
- مراد بن حميدة على موقع ليكيب (الفرنسية)
- مراد بن حميدة على موقع Soccerway.com (الإنجليزية)
- مراد بن حميدة على موقع كووورة